# Modern Family (10.ª temporada)
A décima temporada da série de televisão de comédia Modern Family foi encomendada pela American Broadcasting Company (ABC) em 10 maio de 2017, junto com a 9.ª temporada, estreou em 26 de setembro de 2018 e foi finalizada em 8 de maio de 2019, contando com 22 episódios. A temporada foi produzida pela 20th Century Fox Television em associação com a Steven Levitan Productions e Picador Productions, com os criadores da série Christopher Lloyd e Steven Levitan como showrunners e produtores executivos. A temporada foi ao ar na temporada de transmissão de 2018-19 às noites de quarta-feira às 21h00, horário do leste dos EUA.
A décima temporada estrela Ed O'Neill como Jay Pritchett, Sofía Vergara como Gloria Delgado-Pritchett, Julie Bowen como Claire Dunphy, Ty Burrell como Phil Dunphy, Jesse Tyler Ferguson como Mitchell Pritchett, Eric Stonestreet como Cameron Tucker, Sarah Hyland como Haley Dunphy, Ariel Winter como Alex Dunphy, Nolan Gould como Luke Dunphy, Rico Rodriguez como Manny Delgado, Aubrey Anderson-Emmons como Lily Tucker-Pritchett e Jeremy Maguire como Joe Pritchett.
A temporada terminou com uma audiência média de de 6.40 milhões de telespectadores e ficou classificada em 65.º lugar na audiência total e classificada em 25.º no grupo demográfico de 18 a 49 anos. Essa é a segunda temporada consecutiva desde sua estreia a não ser nomeada ao Primetime Emmy Award em nenhuma categoria da cerimônia principal. Recebeu apenas a nomeação de "Melhor Mixagem de Som para Série de Comédia ou Drama (meia hora) e Animação" pelo episódio "A Year Of Birthdays", no Primetime Creative Arts Emmy Awards, mas não venceu.

## Elenco e personagens

### Principal
- Ed O'Neill como Jay Pritchett
- Sofía Vergara como Gloria Pritchett
- Julie Bowen como Claire Dunphy
- Ty Burrell como Phil Dunphy
- Jesse Tyler Ferguson como Mitchell Pritchett
- Eric Stonestreet como Cameron Tucker
- Sarah Hyland como Haley Dunphy
- Ariel Winter como Alex Dunphy
- Nolan Gould como Luke Dunphy
- Rico Rodriguez como Manny Delgado
- Aubrey Anderson-Emmons como Lily Tucker-Pritchett
- Jeremy Maguire como Joe Pritchett

### Recorrente
- Chris Geere como Arvin Fennerman[6]
- Reid Ewing como Dylan Marshall[7]
- Marcello Reyes como Calhoun Johnson

### Participações
- Dan Levy como Jonah
- Ben Schwartz como Nick
- Hillary Anne Matthews como Sherry Shaker
- Jimmy Tatro como Bill
- Shelley Long como Dede Pritchett (apenas voz)
- Fred Willard como Frank Dunphy
- Mira Sorvino como Nicole Rosemary Page
- Andrew Daly como Diretor Brown
- Rob Riggle como Gil Thorpe
- Ed Begley, Jr. como Jerry
- Steve Monroe como Papai Noel
- Gerald Downey como Jim
- Dana Powell como Pam Tucker
- Rachel Bay Jones como Farrah Marshall
- Sedona Fuller como Betty
- London Fuller como Janice
- Philip Anthony Rodriguez como Tim
- Tessa Auberjonois como Nancy
- Nathan Lane como Pepper Saltzman
- Christian Barillas como Ronaldo
- Patty Guggenheim como Danielle
- Lindsay Mendez como Bel Air Black Widow/The Monrovia Mangler
- Josh Brener como Carl
- Bill Parks como Park Ranger
- Charles Janasz como Sir Kenneth
- Greta Jung como Mia
- Shanon-Ann Minkley como Mindy
- Frankie A. Rodriguez como Eduardo
- Joshua Hoover como Wayne
- Elizabeth Sandy como Janine
- Jack DePew como Chip
- Briga Heelan como Linda
- Dominic Burgess como Nate
- Greg Pitts como Rusty
- Kimberly Jürgen como Donna
- Patrick Cavanaugh como MC
- Charles Shaughnessy como Dr. Sieglitz
- Jackie Joseph como Marion
- Amy Pietz como Janice
- Casey Burke como Tina
- Greg Rikkart como Dr. William
- Eden Rose como Annabelle
- Jack Axelrod como Bert
- Thomas Lennon como Orson Funt
- Virginia Williams como Ashley Walls-Carnegie
- Landon Klotz como Pitkowski
- Jay Pichardo como Groundskeeper
- Jay Mandyam como Chug
- Tom Everett como Dean
- Matthew Wrather como Sensei Ron
- Mina Joo como Store Worker
- Joshua Tyler Kelly como Gerald
- Matt Roth como Skip Woosnum
- Chazz Palmenteri como Shorty
- Matthew Risch como Jotham
- Malakai Carey como Robert
- Ghadir Mounib como Server
- Jeffrey Richman como Vincent

## Episódios
| N.º na série | N.º na temp. | Título                            | Dirigido por         | Escrito por                                                             | Exibição original       | Cód. de produção | Audiência (milhões) |
| --- | ------------ | --------------------------------- | -------------------- | ----------------------------------------------------------------------- | ----------------------- | ---------------- | ------------------- |
| 211 | 1            | "I Love a Parade"                 | James Bagdonas       | Paul Corrigan & Brad Walsh                                              | 26 de setembro de 2018  | AARG01           | 5.40                |
| A família se reúne para o desfile anual do Quatro de Julho, onde Jay atua como o Grande Marechal. A despedida de Haley para Arvin não vai tão bem quanto o esperado e ela é distraída pelo retorno de uma velha paixão, Dylan. Phil e Luke querem competir em um concurso de cachorro-quente, o que eles fazem e ganham, enquanto Claire é treinada a fazer nada por Alex. Além disso, Mitch e Cam querem mostrar que podem criar Cal tentando fazer um vídeo para enviar a Pam, que está na prisão, mostrando Cal fazendo algo novo, como pegar uma bola ou jogar algo.. |              |                                   |                      |                                                                         |                         |                  |                     |
| 212 | 2            | "Kiss and Tell"                   | Steven Levitan       | Abraham Higginbotham & Jon Pollack                                      | 3 de outubro de 2018    | AARG02           | 5.39                |
| A família se reúne na casa de Jay, mas ninguém sabe qual é a ocasião. Phil planeja virar o jogo com Jay no estilo Meninas Malvadas depois de assistir ao filme com Alex, mas Jay descobre sobre seu truque e faz o mesmo com ele. No final, Phil chega até Jay agindo como um homem e começa a ficar irritado. Manny retorna de sua viagem e diz a eles que tem uma namorada canadense, mas ninguém acredita nele porque ele não tem nenhuma foto dela. Depois de falar com Mitch e Cam, Gloria acha que Manny é gay e tenta fazer com que ele saia do armário. No entanto, acontece que Manny é realmente hétero e sua namorada é real. Haley se sente confusa sobre beijar Dylan e procura conselhos, mas seus tios (e mais tarde, seus pais) dão a ela opiniões conflitantes.                                                                                    |              |                                   |                      |                                                                         |                         |                  |                     |
| 213 | 3            | "A Sketchy Area"                  | Jeffrey Walker       | Elaine Ko                                                               | 10 de outubro de 2018   | AARG03           | 5.10                |
| Phil tem a oportunidade de ensinar na faculdade de Luke, mas Luke é contra. Phil tenta uma abordagem emocional para convencer Luke, mas ele continua negando. No final, depois que Luke entra para o time de rúgbi, ele muda de ideia e concorda em deixar seu pai lecionar na mesma faculdade. Além disso, Claire e Jay entram em conflito um com o outro a respeito de sua parceria com a EZRA Visions. Cam quer justiça e ajuda Mitch contra um desenhista do tribunal, enquanto Gloria e Alex conversam sobre o primeiro dia de Joe na escola. |              |                                   |                      |                                                                         |                         |                  |                     |
| 214 | 4            | "Torn Between Two Lovers"         | Beth McCarthy-Miller | Jeffrey Richman & Danny Zuker                                           | 17 de outubro de 2018   | AARG04           | 5.03                |
| Haley não consegue escolher entre seus relacionamentos passados e presentes. Manny volta para a faculdade e a vida no dormitório enquanto sua namorada, Sherry, continua a ficar na casa de Jay e Gloria, e pode estar abusando das boas-vindas. Jay fica incomodado com isso e vai contar a Gloria, mas esta finge estar bem com isso para não ser a malvada. Mitch e Cam são convidados para jantar por um dos colegas de trabalho de Mitch, Trent, que está liderando um caso muito importante que Mitch deseja. Parece uma boa combinação, já que Trent também é gay, casado e com dois filhos, mas as coisas não vão como Mitch espera. Os dois filhos de Trent eram cachorros. Enquanto os adultos estão na cozinha, Lilly e Cal quebram algumas coisas na sala, algumas das quais eram coisas raras e exóticas. Eventualmente, Mitch não consegue o emprego. |              |                                   |                      |                                                                         |                         |                  |                     |
| 215 | 5            | "Good Grief"                      | Beth McCarthy-Miller | Vali Chandrasekaran & Stephen Lloyd                                     | 24 de outubro de 2018   | AARG06           | 5.27                |
| Durante o Halloween, Jay, Mitchell e Claire recebem uma ligação cada um, sendo informados de que a ex-esposa de Jay e a mãe de Mitchell e Claire, DeDe, morreu enquanto dormia durante uma viagem com seu grupo de mulheres; a família deve lidar com a notícia de seu falecimento. |              |                                   |                      |                                                                         |                         |                  |                     |
| 216 | 6            | "On the Same Paige"               | Ryan Case            | Ryan Walls                                                              | 31 de outubro de 2018   | AARG05           | 5.01                |
| Phil descobre que sua aula de imobiliária será cancelada se uma aluna, Paige, abandonar a aula. Ele a convence a ficar, mas teme tê-la enganado. Enquanto isso, Jay pode estar inconscientemente flertando com a mãe do colega de classe de Joe e tenta estabelecer limites. Mitchell concorda em se envolver mais nas atividades de Cameron. |              |                                   |                      |                                                                         |                         |                  |                     |
| 217 | 7            | "Did the Chicken Cross the Road?" | Eric Dean Seaton     | Bill Wrubel                                                             | 7 de novembro de 2018   | AARG07           | 5.44                |
| Cameron culpa Mitchell depois que ele esquece a letra de sua música country favorita e decide que precisa se reconectar com suas raízes e compra uma galinha. Enquanto isso, Alex se candidata a um emprego no governo que exige uma entrevista com a família, isso faz com que todos compensem e ponham em risco suas chances. Haley descobre que está grávida após um acidente durante um encontro com Dylan. Luke ajuda sua família com aulas de psicologia e Jay e Gloria discordam sobre a educação de Joe. |              |                                   |                      |                                                                         |                         |                  |                     |
| 218 | 8            | "Kids These Days"                 | James Bagdonas       | Jon Pollack & Danny Zuker                                               | 28 de novembro de 2018  | AARG08           | 4.85                |
| Haley tenta lidar com sua gravidez, mas depois de receber uma promoção, ela teme que possa ter que largar o emprego dos sonhos. Enquanto isso, Alex vai às compras de roupas sexy com Gloria em vez de Claire. Cameron é acusado de ser insensível com seu time de futebol. Mitch e Phil param para comer em um bar gay a caminho de uma convenção de Star Wars e descobrem o segredo oculto de Gil Thorpe. |              |                                   |                      |                                                                         |                         |                  |                     |
| 219 | 9            | "Putting Down Roots"              | Kat Coiro            | Jack Burditt                                                            | 5 de dezembro de 2018   | AARG10           | 4.87                |
| O marido de DeDe, Jerry, chega à cidade para legar seus pertences à família. Mitch recebe uma planta com suas cinzas e Claire recebe seu carro velho. Jerry ensina Jay que é melhor sempre concordar com Gloria, mesmo que ela esteja errada. Phil e Claire vão dar um passeio, mas Phil descobre um pouco demais sobre a vida sexual passada de Claire. Haley teme por sua gravidez depois de encontrar uma boneca velha dela e não conseguir cuidar dela; ela diz a Alex e Luke que está grávida. |              |                                   |                      |                                                                         |                         |                  |                     |
| 220 | 10           | "Stuck in a Moment"               | Fred Savage          | Elaine Ko                                                               | 12 de dezembro de 2018  | AARG09           | 5.69                |
| Gloria recebe um presente da Colômbia que causa uma infestação de aranhas e os obriga a celebrar o Natal na casa de Claire. Phil pega emprestada a árvore de Natal para a inauguração de uma casa, o que irrita Claire, que a vê e a rouba de volta sem ele saber. Mitch e Cam tentam descobrir o que Cal quer de Natal no Papai Noel do shopping, que Mitch levou a julgamento. Haley e Dylan tentam dizer a Claire que vão ter um bebê, mas não conseguem encontrar o momento certo. O cabelo de Alex fica grisalho com o estresse de esconder seu segredo. Eventualmente, eles contam para toda a família, que está animada, exceto Phil e Claire que estão confusos. |              |                                   |                      |                                                                         |                         |                  |                     |
| 221 | 11           | "A Moving Day"                    | Iwona Sapienza       | Paul Corrigan & Brad Walsh                                              | 9 de janeiro de 2019    | AARG12           | 4.82                |
| Claire e Phil não estão convencidos de que Haley e Dylan podem sobreviver sozinhos em seu novo apartamento. Haley descobre que ela está grávida de gêmeos. Pameron sai da prisão mais cedo e tem uma disputa com Mitchell, e Gloria faz Jay intervir quando a namorada de Manny fica dizendo a ele o que fazer. |              |                                   |                      |                                                                         |                         |                  |                     |
| 222 | 12           | "Blasts from the Past"            | Fred Savage          | Vali Chandrasekaran & Stephen Lloyd                                     | 16 de janeiro de 2019   | AARG11           | 4.62                |
| Phil e Claire conhecem a mãe de Dylan. Enquanto isso, Jay e Gloria descobrem que seus tios lutaram em uma guerra. Mitch e Cam descobrem algumas revistas no quarto de Lily. |              |                                   |                      |                                                                         |                         |                  |                     |
| 223 | 13           | "Whanex?"                         | Elaine Ko            | Bill Wrubel                                                             | 23 de janeiro de 2019   | AARG13           | 4.50                |
| Problemas de tecnologia e falta de camaradagem entre a equipe deixam Jay com saudades dos velhos tempos. Enquanto isso, Cam convida Alex, Manny, Haley e Luke para ir ao colégio para ajudá-lo com sua apresentação ao corpo discente sobre os planos após o colégio, mas as opiniões conflitantes de Mitchell deixam Cam inquieto. Em outro lugar, Gloria, Phil e Joe fazem um teste para uma sessão de fotos para ser a unidade familiar ideal em um anúncio para o shopping. |              |                                   |                      |                                                                         |                         |                  |                     |
| 224 | 14           | "We Need to Talk About Lily"      | Abraham Higginbotham | Abraham Higginbotham & Jeffrey Richman                                  | 30 de janeiro de 2019   | AARG14           | 4.92                |
| Temendo que Lily esteja sendo muito reservada, Cam e Mitch conseguem um convite para uma festa organizada pela vlogger favorita de Lily. No entanto, Lily fica menos do que impressionada ao conhecer a sensação da Internet. Enquanto isso, Phil tenta convencer Pepper a assinar um contrato de venda para uma nova casa. Jay e Gloria levam Stella ao veterinário para uma pequena cirurgia, e Jay fica emocionado ao pensar na possibilidade de perder seu estimado animal de estimação. Em outro lugar, o namorado de Alex, Bill, pede para se encontrar com Phil e Claire para discutir sua invenção, mas, convencidos de que ele vai propor casamento, Alex e Claire tentam evitar que Bill faça a pergunta. |              |                                   |                      |                                                                         |                         |                  |                     |
| 225 | 15           | "SuperShowerBabyBowl"             | Helena Lamb-Weber    | Jack Burditt & Jon Pollack                                              | 20 de fevereiro de 2019 | AARG15           | 4.43                |
| Mal-entendidos é o tema do dia, já que a festa de Jay no Super Bowl se sobrepõe ao chá de bebê de Haley na casa de Pritchett. A família tem a tarefa de encontrar Dylan depois que ele sai de casa, temendo que ele nunca seja aceito. Enquanto isso, Cam e Jay acham que o outro se esqueceu de seus planos de fazer chili, Mitch se preocupa porque um prisioneiro foi solto mais cedo e quer vingança. Lily se encontra em uma rixa com um amigo, e Manny e Phil discutem sobre a atuação de Phil no filme mais recente de Manny. |              |                                   |                      |                                                                         |                         |                  |                     |
| 226 | 16           | "Red Alert"                       | Julie Bowen          | História por : Ryan Walls Roteiro por : Jessica Porter & Ryan Walls     | 27 de fevereiro de 2019 | AARG16           | 4.33                |
| A incapacidade de Haley de ter aulas de pré-natal preocupa seriamente Phil, que desenvolve insônia durante uma visita de uma casa com Luke. Jay fica bravo com Claire quando ela planeja se tornar CEO de uma empresa, mas acaba decidindo se aposentar para deixar a empresa para Claire. Mitch e Cam reúnem as mulheres (exceto Claire) e Manny para tranquilizar Lily, que chega a uma etapa importante de sua vida. |              |                                   |                      |                                                                         |                         |                  |                     |
| 227 | 17           | "The Wild"                        | James Bagdonas       | Elaine Ko                                                               | 13 de março de 2019     | AARG17           | 4.65                |
| Phil, Mitch e Cam se juntam a Jay em sua caminhada anual na selva em busca de uma águia careca e, ao longo do caminho, enfrentam seus medos. Gloria, Claire, Alex e Haley trabalham juntas para preparar o berçário para os gêmeos de Haley. |              |                                   |                      |                                                                         |                         |                  |                     |
| 228 | 18           | "Stand by Your Man"               | Jim Hensz            | História por : Jeffrey Richman Roteiro por : Jack Burditt & Bill Wrubel | 20 de março de 2019     | AARG20           | 4.25                |
| Phil convida Luke, Dylan e Bill para assistir a uma luta no pay-per-view na tentativa de impressionar e criar um vínculo com eles. Claire e Lily se conectam por não serem legais. Mitchell se junta a Cam para a noite de dança country depois de esquecer seu aniversário. Jay consegue uma vaga em um canal de compras de TV para promover seu negócio de camas para cães, para desgosto de Gloria. |              |                                   |                      |                                                                         |                         |                  |                     |
| 229 | 19           | "Yes-Woman"                       | Fred Savage          | Paul Corrigan & Brad Walsh                                              | 3 de abril de 2019      | AARG19           | 4.33                |
| Claire decide ser mais positiva e acidentalmente diz sim ao novo romance entre Luke e sua professora de ioga, Janice. Além disso, Jay e Manny se preocupam com o que as pessoas pensam sobre eles, enquanto Phil decide surpreender Alex, que está se formando. Mitch e Cam têm dificuldade em encontrar hobbies para pessoas de sua idade. |              |                                   |                      |                                                                         |                         |                  |                     |
| 230 | 20           | "Can't Elope"                     | Jeffrey Walker       | Danny Zuker                                                             | 10 de abril de 2019     | AARG18           | 4.81                |
| Haley e Dylan querem se casar antes do nascimento dos gêmeos, mas não querem fugir. Além disso, Jay continua seu novo projeto com o Instagram. O casamento íntimo de Haley sai do controle e acaba juntando muita gente. Mitch e Cam têm que escolher entre uma versão musical de A escolha de Sophie ou o casamento de Haley. Claire e Phil encorajam Haley e Dylan a fugirem e se casarem, assim como eles fizeram. Eles se casam em particular naquele mesmo dia, mas apenas com suas mães, Phil, Frank, Alex e Luke presentes. |              |                                   |                      |                                                                         |                         |                  |                     |
| 231 | 21           | "Commencement"                    | Eric Dean Seaton     | Vali Chandrasekaran & Stephen Lloyd                                     | 1 de maio de 2019       | AARG21           | 4.24                |
| Cam finalmente teve a chance de presidir uma cerimônia de graduação. Jay tem que fazer um discurso na formatura, mas uma série de contratempos ocorre quando ele é descoberto como o matador de corujas. Além disso, Luke e Haley se sentem inferiores quando Phil e Claire continuam elogiando Alex por seu status, apenas para descobrir que Alex está estressada com o mundo real. Claire conhece um antigo rival e Manny acredita que Gloria suborna a todos para fazer sua família feliz. |              |                                   |                      |                                                                         |                         |                  |                     |
| 232 | 22           | "A Year of Birthdays"             | Steven Levitan       | Steven Levitan                                                          | 8 de maio de 2019       | AARG22           | 4.41                |
| A família revive os aniversários que tiveram no ano passado, com a proximidade do nascimento dos gêmeos de Haley e Dylan. Enquanto Phil resolve aprender a tocar piano, Claire descobre que todo mundo pensa que ela está muito ferida. Cam e Lilly têm seus aniversários estragados por um Manny de coração partido, que pede Sherry em casamento em seu aniversário e é rejeitado. No presente, Haley dá à luz um menino e uma menina e toda a família se reúne. |              |                                   |                      |                                                                         |                         |                  |                     |

## Produção

### Desenvolvimento
A décima temporada foi encomendada junto com a nona, em maio de 2017. Em 2017, com a série ainda na oitava temporada, quando perguntado sobre o futuro da série, Steven Levitan, co-criador do programa afirmou: "Acho que meu objetivo pessoal neste momento seria de 10 temporadas. Não sei se é atingível ou não. Acho que teremos que olhar para isso todos os anos, e se sentirmos que estamos ficando sem coisas para dizer, então será hora de tomar uma decisão difícil.", levando a crer que a décima temporada seria a final. A possibilidade de ser a temporada final se intensificou em janeiro de 2018, quando os criadores Levitan e Lloyd afirmaram que a décima temporada provavelmente seria o final da série, embora mais tarde em agosto de 2018, tenha sido relatado que a ABC estava em discussões para renovar a série para um potencial décima primeira e última temporada de 18 episódios.

## Recepção

### Audiência
| №  | Título                            | Exibição original       | Rating/share (18–49) | Audiência (em milhões) | DVR (18–49) | Audiência em DVR (milhões) | Total (18–49) | Audiência total (em milhões) |
| -- | --------------------------------- | ----------------------- | -------------------- | ---------------------- | ----------- | -------------------------- | ------------- | ---------------------------- |
| 1  | "I Love a Parade"                 | 26 de setembro de 2018  | 1.6/7                | 5.40                   | 1.2         | 3.20                       | 2.8           | 8.60                         |
| 2  | "Kiss and Tell"                   | 3 de outubro de 2018    | 1.4/6                | 5.39                   | 1.2         | 2.90                       | 2.6           | 8.29                         |
| 3  | "A Sketchy Area"                  | 10 de outubro de 2018   | 1.4/6                | 5.10                   | 1.0         | 2.63                       | 2.4           | 7.74                         |
| 4  | "Torn Between Two Lovers"         | 17 de outubro de 2018   | 1.3/6                | 5.03                   | 0.9         | 2.50                       | 2.2           | 7.53                         |
| 5  | "Good Grief"                      | 24 de outubro de 2018   | 1.5/6                | 5.27                   | 1.1         | 3.04                       | 2.6           | 8.31                         |
| 6  | "On the Same Paige"               | 31 de outubro de 2018   | 1.2/5                | 5.01                   | 1.1         | 2.85                       | 2.3           | 7.86                         |
| 7  | "Did the Chicken Cross the Road?" | 7 de novembro de 2018   | 1.4/6                | 5.44                   | 1.1         | 2.98                       | 2.5           | 8.42                         |
| 8  | "Kids These Days"                 | 28 de novembro de 2018  | 1.3/6                | 4.85                   | 1.2         | 3.14                       | 2.5           | 7.99                         |
| 9  | "Putting Down Roots"              | 5 de dezembro de 2018   | 1.3/6                | 4.87                   | 1.1         | 3.11                       | 2.4           | 7.98                         |
| 10 | "Stuck in a Moment"               | 12 de dezembro de 2018  | 1.4/6                | 5.69                   | 1.1         | 3.09                       | 2.5           | 8.78                         |
| 11 | "A Moving Day"                    | 9 de janeiro de 2019    | 1.3/6                | 4.82                   | 1.3         | 3.35                       | 2.6           | 8.17                         |
| 12 | "Blasts from the Past"            | 16 de janeiro de 2019   | 1.2/6                | 4.62                   | 1.2         | 3.21                       | 2.4           | 7.83                         |
| 13 | "Whanex?"                         | 23 de janeiro de 2019   | 1.2/6                | 4.50                   | 1.3         | 3.19                       | 2.5           | 7.68                         |
| 14 | "We Need to Talk About Lily"      | 30 de janeiro de 2019   | 1.2/5                | 4.92                   | 1.1         | 3.01                       | 2.3           | 7.93                         |
| 15 | "SuperShowerBabyBowl"             | 20 de fevereiro de 2019 | 1.1/5                | 4.43                   | 1.1         | 3.15                       | 2.2           | 7.58                         |
| 16 | "Red Alert"                       | 27 de fevereiro de 2019 | 1.1/5                | 4.33                   | 1.2         | 3.19                       | 2.3           | 7.52                         |
| 17 | "The Wild"                        | 13 de março de 2019     | 1.2/6                | 4.65                   | 1.0         | 2.89                       | 2.2           | 7.54                         |
| 18 | "Stand By Your Man"               | 20 de março de 2019     | 1.1/5                | 4.25                   | 1.0         | 2.89                       | 2.1           | 7.14                         |
| 19 | "Yes-Woman"                       | 3 de abril de 2019      | 1.1/5                | 4.33                   | 1.1         | 2.88                       | 2.2           | 7.21                         |
| 20 | "Can't Elope"                     | 10 de abril de 2019     | 1.2/5                | 4.81                   | 1.0         | 2.90                       | 2.2           | 7.71                         |
| 21 | "Commencement"                    | 1 de maio de 2019       | 1.0/5                | 4.24                   | 1.0         | 2.89                       | 2.0           | 7.14                         |
| 22 | "A Year of Birthdays"             | 8 de maio de 2019       | 1.0/5                | 4.41                   | 1.1         | 2.81                       | 2.1           | 7.15                         |

### Prêmios e indicações
| Ano  | Prêmio                              | Categoria                                                                   | Nomeado(a)                                                                          | Resulto  | Ref.   |
| ---- | ----------------------------------- | --------------------------------------------------------------------------- | ----------------------------------------------------------------------------------- | -------- | ------ |
| 2019 | Primetime Creative Arts Emmy Awards | Melhor Mixagem de Som para Série de Comédia ou Drama (meia hora) e Animação | Stephen Tibbo, Brian R. Harman e Dean Okrand pelo trabalho em "A Year of Birthdays" | Indicado | [ 57 ] |
| 2019 | GLAAD Media Awards                  | Melhor série de comédia                                                     | Modern Family                                                                       | Indicado | [ 58 ] |
| 2019 | Kids' Choice Awards                 | Programa de TV engraçado favorito                                           | Modern Family                                                                       | Indicado | [ 59 ] |

## Lançamento em DVD
| Modern Family – The Complete Tenth Season | | |                           |                           |                           |
| Detalhes do DVD | Detalhes do DVD | Detalhes do DVD | Características Especiais | Características Especiais | Características Especiais |
| - 22 episódios - 3 discos - Áudio em Inglês (Dolby Digital 5.1 Surround) - Hard of Hearing - Legendas: Inglês - Legendas: Inglês, francês e espanhol | - 22 episódios - 3 discos - Áudio em Inglês (Dolby Digital 5.1 Surround) - Hard of Hearing - Legendas: Inglês - Legendas: Inglês, francês e espanhol | - 22 episódios - 3 discos - Áudio em Inglês (Dolby Digital 5.1 Surround) - Hard of Hearing - Legendas: Inglês - Legendas: Inglês, francês e espanhol | - Gag-reel                | - Gag-reel                | - Gag-reel                |
| Datas de lançamento | | |                           |                           |                           |
| Região 1 | Região 1 | Região 2 | Região 2                  | Região 4                  | Região 4                  |
| 17 de setembro de 2019 | 17 de setembro de 2019 | 9 de setembro de 2019 | 9 de setembro de 2019     | 21 de agosto de 2019      | 21 de agosto de 2019      |